# フレイン (スーパーマーケット)
株式会社フレインは、大分県竹田市に本部を置き、大分県と熊本県で展開するスーパーマーケットチェーン。オール日本スーパーマーケット協会(AJS)加盟。

## 概要
1922年（大正11年）創業の松乃家商店を源流とするスーパーマーケットチェーンで、大分県の豊肥本線沿線沿いと熊本県の阿蘇地方に店舗を展開している。スーパーの他、100円ショップの経営等も行っている。
2013年11月22日に大分宮崎店を開店、大分市への進出を果たした。

## 沿革
- 1922年（大正11年） - 前身である松乃家商店を創設。
- 1960年（昭和35年）4月 - 有限会社松乃家商店設立（公式サイトでの設立年[1]）。
- 1980年（昭和55年） - 1号店である緒方町に駅前店開店。
- 1984年（昭和59年）11月 - 旧緒方店開店。
- 1989年（平成元年）4月 - 資本金を1000万円に増資。
- 1992年（平成 4年）
  - 7月 - 旧竹田店開店。
  - 11月 - 資本金を5000万円に増資、CI導入に伴い現社名に変更。
- 1997年（平成 9年）4月 - 旧緒方店リニューアル。
- 2000年（平成12年）8月 - 有限会社ウィル設立。楽百市三重店開店。
- 2002年（平成14年）
  - 7月 - 株式会社熊本フレイン設立。
  - 8月 - 楽百市大津店開店。
  - 10月 - 旧小国店開店。
- 2005年（平成17年）12月 - 旧高森店開店。
- 2007年（平成19年） - 緒方店増床リニューアル。
- 2008年（平成20年）
  - 2月 - 本部を現在地に移転。
  - 8月 - 丸果竹田大同青果株式会社を傘下に収める。
- 2009年（平成21年）5月 - ゆめおぐに店移転増床に伴うリニューアル。
- 2010年（平成22年）7月 - 竹田店増床リニューアル。
- 2011年（平成23年）
  - 2月 - 緒方店リニューアル。
  - 11月 - 傘下の丸果竹田大同青果株式会社を株式会社大同エンジニアリングへ社名変更。
- 2012年（平成24年）
  - 5月 - 楽百市三重店リニューアル。
  - 6月 - 高森店増床リニューアル。
- 2013年（平成25年）11月 - 大分宮崎店開店。
- 2016年（平成28年）11月 - 下郡店開店。
- 2017年（平成29年）７月 - 三重店開店。
- 2018年（平成30年）10月 - 竹田店リニューアル。
- 2021年（令和 3年） 11月 - 高森店リニューアル。

## 店舗
スーパーマーケット
- フレイン竹田店（大分県竹田市）
- フレイン緒方店（大分県豊後大野市緒方町）
- フレイン大分宮崎店（大分県大分市）
- フレイン下郡店（大分県大分市）
- フレイン三重店（大分県豊後大野市三重町）
- フレインゆめおぐに店（熊本県阿蘇郡小国町）
- フレイン高森店（熊本県阿蘇郡高森町）

100円ショップ
- 楽百市三重店（大分県豊後大野市三重町） - セリアのFC店舗

## グループ会社
- 株式会社熊本フレイン
- 有限会社ウィル
- 株式会社大同エンジニアリング